# اسکو کورپوریشن
اسکو کورپوریشن (انگلیسی: Esko Corporation) شرکت نرم‌افزار بلژیکی است، که در سال ۲۰۰۲ تأسیس شد.